# Břilická brána (Třeboň)
Břilická brána byla původně brána procházející skrz třeboňské hradby. Svůj název měla podle Břilického předměstí, resp. podle vsi Břilice, která leží severozápadně od Třeboně. Brána zanikla při modernizaci opevnění. V současné době se na jejím místě nachází průchod třeboňským zámkem z Masarykova náměstí do zámeckého parku.
Brána byla původně jednou z původně tří třeboňských bran. Vznikla při stavbě původního opevnění Třeboně. Ve dvacátých letech 16. století byla v souvislosti s jeho přestavbou přebudována. Další úprava brány byla uskutečněna v roce 1569. Stavba získala renesanční podobu, obnoven byl dřevěný mostek, který se nacházel v prostoru dnešního zámeckého parku a který překonával vodní příkop.
Důvodem pro zánik brány bylo rozšiřování třeboňského zámku severním směrem a výstavba nové knihovny. Původní brána byla zazděna brzy po dokončení knihovny v roce 1611. Naopak byla postavena nová, brána budějovická, která ukončuje Husovu ulici. Od původní brány byla postavena tzv. Dlouhá chodba, která propojila zámek s klášterem.